# Хольмстрём, Бенгт
Бенгт Роберт Хольмстрём (швед.  Bengt Robert Holmström; род. 18 апреля 1949, Хельсинки, Финляндия) — финский и американский экономист, профессор экономики Массачусетского технологического института, президент «Эконометрического общества» (2011). Лауреат Нобелевской премии по экономике (2016).

## Биография
Хольмстрём родился 18 апреля 1949 года в Хельсинки. Представитель шведского меньшинства в Финляндии.
Хольмстрём получил степень бакалавра наук по математике в Хельсинкском университете в 1972 году, а магистерскую степень в 1975 году в Стэнфордском университете. Магистерская работа была посвящена исследованиям операций. Докторской степени был удостоен в 1978 году в Стэнфордской высшей школе бизнеса.
Преподавательскую деятельность начал в 1978—1979 годах в должности ассистента профессора кафедры систем и исследований операций в Шведской школе экономики и делового администрирования (высшее учебное заведение Финляндии). Продолжил ассистентом профессора управленческой экономики в 1979—1980 годах и ассоциированным профессором в 1980—1983 годах в Школе менеджмента Келлога при Северо-Западном университете. В 1983—1994 годах занимал должность полного профессора экономики в Йельском университете, а в 1985—1994 годах профессор кафедры экономики и управления имени Эдвина Дж. Бейнеке при Высшей школы менеджмента Йельского университета. С 1994 года профессор кафедры экономики и менеджмента, а с 1997 года профессор кафедры экономики имени Пола Самуэльсона Массачусетского технологического института и MIT Sloan школы менеджмента. В 2003—2006 годах был руководителем кафедры экономики Массачусетского технологического института.
Был членом совета директоров в организациях Kuusakoski Ltd (1989—2008), Prospectus (1994—1995), Nokia Corporation (1999—2012). Является на текущий момент действующим членом совета директоров «Финского делового и политического форума» с 2005 года, «Исследовательского института финской экономики» с 2005 года, фонда университета Аалто с 2008 года.
10 октября 2016 Бенгту Хольмстрёму и Оливеру Харту (США) была присуждена Нобелевская премия по экономике с формулировкой «за вклад в теорию контрактов». По мнению нобелевского комитета, работы Хольмстрёма и Харта, посвящённые анализу контрактных договоренностей, заложили «интеллектуальные основы для разработки политик и институтов во многих сферах, включая законодательство о банкротстве и политические конституции».

### Семья
Хольмстрём женат на Аннели Куусакоски, в 1974 году у них родился сын Сэм.

## Вклад в науку
В 1979 году Хольмстрём предложил так называемый «принцип информативности» (позже его стали называть «принципом Хольмстрёма»), суть которого заключается в зависимости оплаты труда агента от таких величин, которые являются существенными для оценки действий этого агента и на которые слабо влияют те факторы, которые с действиями агента не связаны. Хольмстрём объяснял, что нельзя ставить вознаграждение агента в зависимость от тех фактором, которые существенным образом зависят от состояния экономики. К примеру, нельзя привязывать это вознаграждение к динамике абсолютной стоимости акций компании — более правильно учитывать динамику стоимости этих акций относительно динамики стоимости других акций в этой же отрасли.
Хольмстрёмом была также разработана теория так называемых «динамических стимулов». Им были формализованы такие случаи взаимоотношения работодатели и работника, при которых работники могут показывать достаточно высокую эффективность в условиях отсутствия текущих стимулов — ориентируясь на будущее: на создание хорошей репутации и смену работы при исчерпании возможностей на текущем месте.

## Награды
За свои достижения был неоднократно награждён:
- 1980 — двухлетняя стипендия от Школы менеджмента Келлога[англ.] при Северо-Западном университете,
- 1981 — двухлетний грант от Национального научного фонда,
- 1982 — исследовательская стипендия IBM при Северо-Западном университете,
- 1982 — членство в почётном обществе Бета-Гамма-Сигма[англ.],
- 1983 — член эконометрического общества,
- 1984 — трёхлетний грант от Национального научного фонда,
- 1985 — приглашённый лектор на Пятом международном конгрессе эконометрического общества,
- 1988 — почётный доктор Университета Вааса[англ.],
- 1992 — иностранный член Финского общества наук и литературы,
- 1992 — почётный докладчик лекций Юрьё Яхнссона[англ.]
- 1993 — член Американской академии искусств и наук,
- 1994 — трёхлетний грант от Национального научного фонда,
- 1997 — премия экономики от Ekonomiska Samfundet,
- 1997 — премия лучшему педагогу от Массачусетского технологического института,
- 1997 — почётный докладчик лекции Фишера–Шульца[англ.],
- 1998 — почётный докладчик лекций Луиза и Горан Эрнрут[англ.],
- 1998 — почётный доктор Стокгольмской школы экономики,
- 2000 — член Европейского Института Корпоративного Управления[англ.],
- 2001 — иностранный член Шведской королевской академии наук,
- 2004 — член Европейской экономической ассоциации[англ.],
- 2004 — почётный доктор Шведской школы экономики и делового администрирования[англ.],
- 2005 — иностранный член Шведской королевской Академии инженерных наук[англ.],
- 2006 — почётный докладчик лекций имени Цви Грилихес в Москве,
- 2007 — иностранный член Финской академии наук и литературы,
- 2008 — лучший финский экспатриант года от Финского общества наук и литературы,
- 2009 — лучший выпускник года Хельсинкского университета,
- 2010 — премия за пожизненные достижения от Научного общества финансовых посредников,
- 2010 — член Фонда содействия развитию научных исследований в области финансовой экономики,
- 2011 — президент эконометрического общества,
- 2012 — главный приз от Банка Франции в области монетарной экономики и финансов,
- 2012 — приз по экономике от OP-Pohjola,
- 2013 — член Американской Финансовой Ассоциации[англ.],
- 2013 — премия имени Стивена Росса по финансовой экономике,
- 2013 — член Общества развития экономической теории[англ.],
- 2013 — премия от CME Group по инновационным количественным приложениям,
- 2014 — премия от фонда Юрьё Яхнссона[англ.],
- 2016 — премия по экономике памяти Альфреда Нобеля.